# Oligodon calamarius
Espèce
Synonymes
- Coluber calamarius Linnaeus, 1758
- Oligodon templetonii[1] Günther, 1862

Statut de conservation UICN

 DD  : Données insuffisantes
Oligodon calamarius est une espèce de serpent de la famille des Colubridae.

## Répartition
Cette espèce est endémique du Sri Lanka.

## Taxinomie
Durant un temps le nom de cette espèce a été remplacé par Oligodon templetoni car Coluber calamarius était considérée comme l'espèce type du genre Calamaria. Toutefois une décision de la CINZ a déclaré que cette espèce type était Calamaria linnaei. De ce fait Oligodon calamarius redevient le nom de cette espèce.

## Publications originales
- Günther, 1862 : On new species of snakes in the collection of the British Museum. Annals and Magazine of Natural History, ser. 3, vol. 9, p. 52-67 (texte intégral).
- Linnaeus, 1758 : Systema naturae per regna tria naturae, secundum classes, ordines, genera, species, cum characteribus, differentiis, synonymis, locis, ed. 10 (texte intégral).